# 扁鹊学派
扁鹊学派，被认为是中医史上的第一个学派，代表人物有淳于意、程高、郭玉、华佗、窦材等。由中国科学院李伯聪教授提出。
需要注意的是，传统意义上的“中国的七大医学学派”并不包括扁鹊学派。